# Griveaudella testacea
Griveaudella testacea är en skalbaggsart som beskrevs av Marc Lacroix 1993. Griveaudella testacea ingår i släktet Griveaudella och familjen Melolonthidae. Inga underarter finns listade i Catalogue of Life.